# Nyarlathotep
Nyarlathotep (també anomenat: El Caos Reptant -Crawling Chaos en anglès-) és un Déu Exterior ideat per l'escriptor Howard Phillips Lovecraft. Apareix en un gran nombre dels seus relats i és, pel que sembla, una gran massa poliposa amb una llarga excreció vermella. No obstant això, es caracteritza per adoptar diverses formes o avatars segons les seves pretensions. És el "Missatger dels Déus", i d'alguna manera se suposa que fa d'intermediari amb els Déus Exteriors.